# 반곡초등학교 (충남)
반곡초등학교는 대한민국 충청남도 논산시에 있는 공립 초등학교이다.
급식이 참 맜있다.

## 학교 연혁
- 1937년 8월 10일: 양촌국민학교 반곡간이학교 설립
- 1949년 9월 30일: 반곡초등학교 승격개교

## 참고 자료
- 반곡초등학교 - 한국교육학술정보원 학교알리미